# Virginie Dessalle
Virginie Dessalle (* 3. Juli 1981 in Bourgoin-Jallieu) ist eine ehemalige französische Fußballspielerin.

## Karriere

### Vereine
Dessalle begann im Alter von zwölf Jahren mit dem Fußballspielen und gehörte von 1993 bis 2000 der Jugendabteilung des FC Lyon an. Dem Jugendalter entwachsen, rückte sie zur Saison 2000/01 in die erste Mannschaft auf und kam zunächst und bis ins Jahr 2003 in insgesamt acht Punktspielen in den drei Meisterrunden zum Einsatz. Drei weitere Punktspiele bestritt sie an den ersten drei Spieltagen der Saison 2003/04 in der Division 1, die mit 22 Punktspielen der Meisterrunde vorgeschaltet war und an denen die ersten vier Mannschaften der regulären Saison teilnahmen um den Meister auszuspielen. Während er laufenden Saison nahm sie einen Vereinswechsel vor und spielte ab dem 7. Dezember 2003 (8. Spieltag) ihr erstes von 15 Saisonspielen für den FC Toulouse – einschließlich zweier Spiele in der Meistersrunde. In der Folgesaison bestritt sie erneut an den ersten drei Spieltagen Punktspiele für Olympique Lyon bevor sie erneut ab dem 7. November 2004 (8. Spieltag) ihr einziges Saisonspiel für den FC Toulouse bestritt. Von 2005 bis 2011 spielte sie für diesen Verein durchgängig in der höchsten Spielklasse, in der sie 111 Punktspiele bestritt und elf Tore erzielte. Mit dem Abstieg in die Division 2 kam sie in dieser Spielklasse und zum Ende ihrer Spielerkarriere in sieben Punktspielen zum Einsatz, in denen ihr ein letztes Tor gelang.

### Nationalmannschaft
Dessalle bestritt zunächst in einem Zeitraum von neun Jahren 27 Länderspiele für die Nachwuchsnationalmannschaften der FFF in den Altersklassen U17, U18, und U21, bevor sie am 14. August 2002 in Clairefontaine-en-Yvelines das in Freundschaft ausgetragene Länderspiel mit der A-Nationalmannschaft gegen die Schweizer Nationalmannschaft mit 1:2 verlor; sie wurde zur zweiten Spielzeit für Séverine Lecouflé eingewechselt. Am 14. September 2003 bestritt sie ihr zweites A-Länderspiel, das sie mit ihrer Mannschaft in Boston gegen die Nationalmannschaft Japans mit 2:2 in Freundschaft beendete. In diesem Spieljahr gehörte sie dem Kader für die vom 20. September 2003 bis zum 12. Oktober 2003 in den Vereinigten Staaten ausgetragene Weltmeisterschaft an. Ihr einziges Turnierspiel – das zweite Spiel der Gruppe B am 24. September 2003 in Washington, D.C. – wurde mit 1:0 gegen die Nationalmannschaft Südkoreas gewonnen; in diesem wurde sie in der 89. Minute für Élodie Woock eingewechselt.